# Chondrotheca
Chondrotheca is een monotypisch geslacht van kevers uit de familie van de klopkevers (Anobiidae).

## Soort
- Chondrotheca asperula Lesne, 1911